# ستان بوش
ستان بوش (بالإنجليزية: Stan Bush)‏ هو موسيقي ومغني وعازف قيثارة أمريكي، ولد في 10 يوليو 1953 في أورلاندو في الولايات المتحدة.

## وصلات خارجية
- الموقع الرسمي
- ستان بوش على موقع IMDb (الإنجليزية)
- ستان بوش على موقع ميوزك برينز (الإنجليزية)
- ستان بوش على موقع أول ميوزيك (الإنجليزية)
- ستان بوش على موقع ديسكوغز (الإنجليزية)